# Gertrudis Molz
Gertrudis Molz (Taufname Luise) OCist (* 1869 in Kappel bei Freiburg im Breisgau; † 11. November 1928 in Lichtenthal) war eine deutsche Zisterzienserin und von 1909 bis 1928 Äbtissin des Zisterzienser-Klosters Lichtenthal.

## Leben und Herkunft
Gertrudis Molz, Taufname Luise, war eine von zwei Töchtern des Kappeler Bürgermeisters Johann Molz, der im Mai 1885 an einer Darmentzündung starb. Nachdem ihre Mutter Maria Molz, geb. Salenbacher annahm, das sie ihrem Ehemann versehentlich die falsche Medizin gegeben hätte, nahm sie sich 9 Tage nach dessen Tod selbst das Leben. Die 1877 geborene Schwester Rosa starb 1888 an Tuberkulose. Von den beiden Brüdern starb einer kurz nach der Geburt, der andere 1873 geborene Bruder Otto wurde Salvatorianer und ging als Pater Marcellinus Molz in die Mission nach Indien. Luise besuchte zunächst eine Haushaltsschule im Freiburger Stadtteil Wiehre, bevor sie am 5. Juni 1891 in die Abtei Lichtenthal eintrat und dort eine Ausbildung zur Lehrerin erhielt. Parallel zum Schulunterricht arbeitete sie noch einige Jahre als Küchen- und Schwestermeisterin.
Nachdem Vorgängeräbtissin Magdalena Kollefrath am 18. Januar 1909 verstorben war, wurde Gertrudis Molz am 9. Februar 1909 zur 41. Äbtissin des Klosters Lichtenthal gewählt. Die Benediktion erfolgte durch den Freiburger Erzbischof Thomas Nörber am 15. April 1909. Da man um den Entzug der Rechte zum Betrieb der Volksschule in Sorge war, richtete man gleich nach Beginn ihres Amtsantritts eine Privatschule ein. Die Genehmigung durch den Oberschulrat wurde am 8. Mai 1909 ausgestellt, als Schulgebäude übernahm man das vormalige Stulz’sche Waisenhaus, nachdem für die Waisenkinder ein neues Gebäude errichtet worden war. Als auch das Schulgebäude 1913 fertiggestellt war, begann man mit der Renovierung des Äußeren der Klosterkirche. Die Renovierung der Fürstenkapelle wurde 1914 zwar noch begonnen, konnte aber nach Ausbruch des Ersten Weltkriegs nicht mehr beendet werden. Hingegen erhielten sowohl Klosterkirche als auch die Räumlichkeiten des Klosters im Sommer des Jahres 1915 eine elektrische Beleuchtung, was durch den Anschluss an die Stromversorgung der Gemeinde ermöglicht wurde.
Während des Krieges wurden die Waisenkinder wieder im Schulgebäude untergebracht, da das Waisenhaus zugunsten eines Lazaretts freigemacht werden musste. Äbtissin Gertrudis erreichte nicht nur allgemein einen Zuwachs im Konvent, den sie gut durch den Krieg brachte, auch von den Soldaten wurde ihre Freigebigkeit geschätzt, weshalb die Bevölkerung sie auch „Soldatenmutter“ nannte.
Am 19. Januar 1922 hielt sich der von Erzbischof Karl Fritz nach Mehrerau entsandte Domkapitular Huber beim dortigen Generalabt Kassian Haid auf, um über die Lichtenthaler Statuten zu Verhandeln. Im ersten Kapitel wurde bestätigt, dass das Kloster weiterhin der Jurisdiktion des Freiburger Erzbischofs unterliegt, um z. B. die Wahl der Äbtissin zu leiten, sie zu bestätigen und zu weihen. Hingegen sah das 2. Kapitel der Statuten vor, das die Visitation des Klosters an den Abt von Mehrerau delegiert wurde, um wie es hieß, „damit eine lebendige Verbindung zwischen dem Kloster und dem Cistercienserorden herzustellen und um das klösterliche Leben im Geiste des Ordens zu regeln“.
Während seiner Visitation vom 22. bis zum 25. Juni 1925 erörterte Generalabt Kassian Haid mit dem Konvent des Klosters eine mögliche Angliederung des Klosters Lichtenthal an den Orden auf Basis der alten Ordensgrundlage, was er letztlich befürwortete. Die Urkunde zur Angliederung des Klosters Lichtenthal an die Mehrerauer Kongregation bzw. an den Orden der Zisterzienser stellte Kassian Haid am 26. Oktober 1925 in Mehrerau aus, die Bestätigung durch Erzbischof Fritz erfolgte am 6. November 1925.
Äbtissin Gertrudis Molz starb am 11. November 1928. Ihre Nachfolgerin im Amt als Äbtissin des Klosters Lichtenthal wurde die am 22. November 1928 gewählte bisherige Priorin Bernarda Geiler.